# Polyura piepersianus
Polyura piepersianus är en fjärilsart som beskrevs av Martin 1924. Polyura piepersianus ingår i släktet Polyura och familjen praktfjärilar. Inga underarter finns listade i Catalogue of Life.